# Centro Cultural Banco do Brasil (São Paulo)
O Centro Cultural Banco do Brasil São Paulo, também conhecido como CCBB São Paulo, foi inaugurado em 21 de abril de 2001, tendo como sede a Rua Álvares Penteado, esquina com a Rua da Quitanda, no centro histórico da cidade. O acesso pode ser feito pelo metrô, utilizando a estação São Bento. As ruas em que se encontra localizado o Centro Cultural atualmente são vias só para pedestres.
O antigo edifício, construído em 1901, foi comprado em 1923 pelo Banco do Brasil, e coube ao engenheiro-arquiteto Hippolyto Gustavo Pujol Junior transformá-lo em agência bancária, com cinco pavimentos, que funcionou de 1927 até 1996. Foi o primeiro prédio próprio do Banco do Brasil em São Paulo.[1] Os elementos da arquitetura original foram restaurados, mantendo assim as linhas que o tornam um dos mais significativos exemplos da arquitetura do início do século desta cidade.
A sede tem 4.183 metros quadrados e conta com salas de exposições, um cinema, um teatro, um auditório, restaurante, lojinha e café. É a quinta instituição cultural mais visitada no País e a 69º no mundo, de acordo com o ranking da publicação inglesa The Art Newspaper O teatro tem capacidade para 119 pessoas.

## História

### Edifício no início do século XX
O banco se torna, no final do século dezenove, na vida e economia de diversos países. É a partir dessa época, e no início do século XX, que os edifícios que tem como objetivo exercerem a função bancária começam a assumir algumas características arquitetônicas particulares. Giulio Carlo Argan, historiador e teórico da arte italiano, aponta que geralmente os bancos se tornaram espécies de palácios, com pórtico interior, cobertos de vidros.
Além disso, estes espaços eram compostos por arcadas, que criavam espécies de salões que seriam utilizados como espaços para Guichês, elemento de comunicação, conseguindo-se assim uma parte reservada ao público e uma parte para os escritórios do banco. Dessa forma, buscaram-se elementos antigos para a arquitetura dos bancos e conferiram adaptações para a necessidade do século vinte. 
A Rua Alvares Penteado corresponde a um trecho entre o lago da misericórdia e a atual Rua da Quitanda. Antes de 1907, ela era designada como Rua do Comércio - mas, para homenagear o Conde Antonio Alvares Leite Penteado, passou a se chamar apenas Alvares Penteado. A rua era conhecida por ser uma das mais habitadas na cidade de São Paulo no inicio do século vinte. Antes do edifico ser erguido no ano de 1901, o material iconográfico aponta que a Confeitaria Leão funcionava no local. Essa confeitaria sofreu um incêndio em 1867 e, no seu lugar, foi erguido um sobrado que era utilizado como comércio no térreo e moradia no primeiro andar.
No final do século dezenove, as instituições com fins bancários estavam localizadas na Rua São Bento, 15 de novembro e Rua do Comercio. O edifício que abrigou o Banco do Brasil, ainda que tardiamente, ocupa esse perímetro central da cidade de São Paulo. A região era permeada por proprietário cafeicultores e, entre eles, os preocupados com o investimento imobiliário. Estes prédios deveriam abrigar qualquer tipo de comércio ou serviço, garantindo um retorno financeiro para os investidores que pagaram sua construção.

### Edifício como banco
Em 1927, após uma reforma projetada pelo arquiteto Hippolyto Pujol, tornou-se o primeiro prédio próprio do Banco do Brasil na capital. Pujol já havia projetado o Jardim Europa, no final dos anos de 1920. O arquiteto desenvolvia sua narrativa arquitetônica em confluência com os estilos europeus, principalmente no que diz respeito ao Art nouveau, em que reinterpretou a sua possibilidade e as adaptou para os moldes urbanos de São Paulo na época.
No projeto de Pujol para o Banco do Brasil, foram construídos cinco pavimentos. No subsolo foram instaladas as casas fortes do banco, compreendendo uma grande câmara central, armada e blindada. Além disso, o projeto inicial do subsolo continha duas grandes para receberem o aparelhamento necessário ao serviço de aluguel de cofres.No pavimento térreo foram instalados todos os serviços do banco acessíveis ao público, compreendido e gerência, sub gerência, secretariado, cambio, seção de descontos, remessas, conta corrente e caixa. No primeiro andar foram instalados os serviços de banco não acessíveis ao público. Entre eles, salas de reunião da diretoria, contabilidade, correspondência e arquivos. Já no segundo e terceiro andares, as entradas eram realizadas somente pela Rua das Quitandas, sendo que aquele espaço era destinado para o aluguel de escritórios.Com a reforma projetada por Pujol, foram aproveitados apenas os muros de perímetro, sendo demolidas todas as partes internas, assim com a cobertura.
E na década de 20, após o Banco do Brasil recuperar seu relacionamento com o governo federal. Em 1920, o banco foi autorizado a abrir uma carteira para redescontar os títulos de outros bancos. Foi nesse período de expansão da instituição que foi adquirido e reconstruído o prédio Edifico da Rua Alvares Penteado, que funcionou como agência de 1927 a 1996.
No formato agencia central, o edifício ocupou essa função até 1957, quando essas atividades foram transferidas para o prédio da Rua Líbero Badaró. Posteriormente, o prédio da Rua Álvares Penteado foi ocupado pelo departamento de Administração do Patrimônio Imobiliário do banco, sendo que no térreo ficou ainda mantido posto de serviço bancário.
Na década de 60, devido a Reforma Bancária e criação do Conselho Monetário Nacional o Banco do Brasil teve que modificar seu perfil de atuação e lançou-se no mercado em busca de clientes, atividade que até essa época não era priorizava. Na medida em que foi perdendo suas atribuições de agente financeiro da União, o Banco começou a perceber a necessidade de reforçar sua face de banco comercial e, com esse propósito, iniciou uma reestruturação administrativa profunda.Nesse sentido, além da expansão do número de agências, o BB empenhou-se em melhorar seu sistema de atendimento' em oferecer produtos mais atrativos aos seus clientes.Entre as medidas que se seguiram, seus administradores fizeram o Projeto de Banco Múltiplo,iniciado na década de 70 e visava a criar condições para a inserção do BB no mercado. Assim, a partir de autorização concedida em agosto de 1986 pelo governo, o Banco inaugurou a BB Distribuidora de Títulos e Valores
Mobiliários; lançou o Fundo Mútuo de Investimentos Ações-Ouro bem como a Caderneta de Poupança Ouro. Dessa forma, o BB inseriu-se no mercado em que já atuavam grandes conglomerados financeiros, passando a disputar sua fatia no mesmo. A constatação de que várias empresas e bancos privados investiam no setor, como parte da estratégia de marketing, contribuiu para que se criasse no grupo a crença de que a cultura se constituía em um bom veículo de marketing institucional, reforçando, assim, a proposta de criação do espaço cultural.
Na década de 90, foi marcada pelo Plano Collor, que congelou depósitos de clientes e de parte do capital de giro das instituições financeiras. O Banco do Brasil passou por uma reformulação administrativa, reduzindo a administração central e o número de funcionário em cerca de 10 %. Na sequência, o Plano Real trouxe um aumento no nível de taxas de juros e sobrevalorização do câmbio, impactando o banco com uma leve euforia decorrente dos ganhos inflacionário e valorização do real diante do dólar. Porém isso não durou muito, já que o governo precisou fazer ajustes na economia por conta de uma crise financeira no México, dessa forma o Banco do Brasil precisou racionalizar sua rede, encolhendo o número de unidades que era de 541, sendo 170 agências bancárias. Foi dentro desse processo de enxugamento que a agência na Rua Alvares Penteado foi desativada e banco transferiu suas funções para a agencia na Rua Líber Badaró.

## Estado Atual

### Transformação em Centro Cultural do Banco do Brasil
A ideia de instalar o Centro Cultural no prédio surgiu em 1992, quando se elaborou um grupo de estudo para elaborar tal proposta. Nessa ocasião, o edifício da Rua Alvares Penteado foi um dos avaliados para servir a essa função, sendo que foram levados os projetos arquitetônicos e de instalação para órgãos responsáveis pelo patrimônio. O escritório de LT Arquitetura foi constatado pelo Banco do Brasil em 1992 para projetar a adaptação do prédio, porém os projetos foram engavetados.
No inicio de 1999, o então presidente do Banco do Brasil, Andrea Calabi, resgatou o projeto encomendando um estudo técnico acerca da implantação do Centro Cultural. Em junho desse ano, buscando atualizar a área conforme as novas exigências funcionais de um moderno espaço cultural, o projeto foi reformulado, incorporando um novo programa com a participação dos arquitetos Luiz Telles, Miriam Macul, Renato Riani, Silva Simões e Paulo Gambini. Já em setembro o projeto foi encaminhado para os órgãos de patrimônio, CONDEPHAAT e CONPRESP, tendo sido aprovado.
A escolha do arquiteto Luiz Telles para assumir os trabalhos do CCBB-SP foi o projeto do Centro Cultural São Paulo, localizado na rua Vergueiro (zona Sul da cidade), que Telles desenhou em 1982. Contudo, é impossível comparar os dois trabalhos: o CCBB exigia a conversão de uma agência bancária de quase cem anos, cuja fachada e outros elementos já foram tombados em um espaço eficiente para a realização de múltiplas atividades culturais. o desfaio era conciliar restauro com a modernização.
Dentro desse processo de adaptação ao novo uso do edifício, a claraboia foi içada para o quarto piso. Para apoiar a claraboia, foi elaborada uma estrutura de perfis metálicos revestida com gesso. Os cofres da agência, localizados no subsolo, tiveram as portas de bronze e aço restauradas e foram transformadas em salas de exposição numismática, locais que expõem do ponto de vista histórico, artístico e econômico cédulas, moedas. No pavimento térreo, os balcões de atendimento que contornavam o saguão central, foram cortados para facilitar a circulação do que agora corresponde ao hall de entrada. Os trechos dos balcões mantidos foram utilizados como bilheteria, recepção e guarda-volumes, e as partes retiradas foram reutilizadas na bomboniere, no terceiro andar. Além disso, um restaurante no mezanino.
O primeiro andar passou a abrigar um cinema, sala de vídeo e sala de workshops. Já o segundo andar foi adaptado para um espaço de exposições e um cybercafé. O terceiro andar envolve outras salas de exposição e o teatro, cuja plateia é disposta em dois pavimentos, atingindo a capacidade de 135 pessoas sentadas. No espaço de 4,1 mil metros quadrados do banco, ainda estão inseridas áreas como a de administração, lojas de souvenires, casa de máquinas e instalações de ar-condicionado. Além disso, os antigos caixilhos nas janelas do espaço também não foram trocados, foram revestidas com vidro acústico e o piso de mosaico que cobria o andar térreo inteiro e possuía alguns trechos desgastados, foi mantido apenas no átrio central. Todas essas peças foram restauradas manualmente e depois passaram por um processo de reajuste integral.
O Centro Cultural foi inaugurado no dia 21 de abril de 2001 e ficou pelo maior padrão tecnológico quando comparado com a época de agência bancária. Todos os espaços ficaram climatizados, além de possuírem instrumentos de áudio e comunicação de dados. Até peças originais de Pujol, com o elevador principal e o relógio do hall de entrada passaram a ser controlados por sistemas digitais. O principal objetivo da empreitada cultural era mudar a relação do paulistano com o chamado centro velho da cidade de São Paulo. Para isso se utiliza de uma extensa agenda cultural que vai de exposições, mostras, filmes, debates além da realização de diversos shows. O banco investiu cerca de R$ 6 milhões, pretendendo manter um convênio com outros espaços culturais da cidade para quando forem programados eventos maiores. Com seu lançamento, o CCBB do Rio irá transferiu parte do seu acervo de obras e esculturas — que estava nos depósitos da entidade — para a sede paulista. Outras obras do acervo do banco, espalhadas pelo Brasil, também foram trazidas para São Paulo.
O CCBB não possui companhia artística estável própria (companhias de teatro, de musica, ou de dança), tampouco quaisquer acervos. Necessita contratar profissionais, eventos e projetos artísticos que consistem em agrupar obras já existentes. o CCBB São Paulo não se caracteriza como pessoa jurídica autônoma: vincula-se à Diretoria de Marketing da empresa, que, por sua vez, se reporta à presidência da instituição. A programação do CCBB é elaborada anualmente, e tem início com um processo de inscrição de projetos, via Internet, no endereço eletrônico do CCBB para qualquer pessoa física ou jurídica e de qualquer nacionalidade. A inscrição ocorre via preenchimento de um extenso formulário eletrônico. O período de inscrições acontece normalmente de abril a maio. Terminada a fase de inscrição, os projetos são estudados por analistas que compõem o quadro do CCBB, os quais recebem orientações da Diretoria de Marketing da empresa sobre as estratégias mercadológicas do Banco para o ano corrente.

## Arquitetura
O Edifico da Rua Alvares Penteado, foi construído em 1901 e foi comprado no ano de 1923 pelo Banco do Brasil. Em 1927 foi inaugurado e utilizado a partir dai como agência bancária da instituição financeira. O projeto de reforma para adaptação para agência bancária, realizado por Pujol, buscou aliar as abordagens do período do ecletismo da arquitetura, utilizando características arquitetônicas clássicas para a composição das fachadas do prédio. 
O prédio apresenta uma arquitetura e um método de aplicação tipicamente francês. Construindo em uma estrutura de concreto armado e alvenaria de tijolos, grande parte dos materiais tem sua procedência estrangeira, exemplo disso são as placas de ardósia francesa de trechos da cobertura e as arandelas e luminárias norte americanas. A entrada pela esquina visou uma ocupação máxima e o melhor aproveitamento do espaço interno, associado a uma ornamentação eclética. Há um vazio central no hall do edifício que possui torreão posto em cima que também segue uma solução francesa.
A fachada do prédio é decorada por adornos, presentes por exemplo folhagem de café em ferro forjado na fachada, nos guarda-corpos internos e externos, a claraboia central e as imagens dos deuses gregos Mercúrio e Vulcano dispostas no hall de entrada da ex-agência.
A sua organização caracteriza um programa arquitetônico daquele período, inicio do século XX., com pouco espaço para a circulação de públicos, muitas áreas para escritório.
Os andares que funcionavam o banco tem seus capitéis trabalhados, adornos com douração e luminárias de dois braços. No segundo andar os capiteis são retos, as lajes simples e as luminárias possuem um só braço.O andar térreo ficou marcado aberturas rústicas dos arcos. Os andares intermediários ficaram organizados com ordem jônica e a cobertura ficou marcada pelo uso da mansarda. Pela implantação da agência na esquina da quadra, houve a necessidade da adoção de uma solução de ângulo com terminação em cúpula de origem barroca.
Uma das principais características arquitetônicas é a solução do vão central do interior, que contem duplo filtro transparente de luz. A arquitetura do edifico ´também é marcada por mesclar estilos artísticos. Entre as outras escolas artísticas presentes, no vitral localizado na parte superior as grades de ferro do mezanino e do primeiro andar, ha aplicações que remetem a Art Noveau por apresentarem curvas e motivos florais. Além disso, o espaço também utilizou características da Art Deco, que valoriza as formas geométricas, exaltando a monumentalidade e sua ênfase no valor decorativo, sendo possível visualizar isso nos lustres, no hall de entrada e nas luminárias das paredes.

## Significado Histórico e Cultural

### Tombamento
O edifício, apesar das reformas para adequação ao projeto de Centro Cultural, não teve muitas alterações significativas desde de 1927, data de sua inauguração como agência bancária. As intervenções foram por necessidades técnicas, como por exemplo, a instalação de elevadores, equipamento de combate a incêndios e equipamentos elétricos. Estas alterações tinha como finalidade a adequação do imóvel às normas vigentes nos órgãos de seguranças.
O edifício teve o seu estudo para processo de tombamento iniciado em junho de 1985, sendo o processo aberto em agosto daquele mesmo ano, dado pelo Conselho de Defesa do Patrimônio Arqueológico e Turístico de São Paulo (Condephaat) e pelo Departamento do Patrimônio Histórico/Conselho Municipal de Preservação do Patrimônio Histórico, Cultural e Ambiental da Cidade de São Paulo (DPH/Conpresp).
O processo número 24.084/85 aberto deixava claro que qualquer intervenção no imóvel em termos de modificação, reforma ou destruição deveria ser precedida pela autorização do órgão, dessa forma seria evitado algum tipo de descaracterização. Entre as resoluções e artigos definidos pelo órgão, destaca-se que o órgão fica tombado como bem cultural de interesse artístico, urbanístico, arquitetônico e histórico e turístico.
A definição do processo de tombamento se deu no dia 2 de setembro de 2004. A inscrição no Livro do Tombo Histórico ficou sob o nº 345, página 92, incrição realizada no dia 19 de janeiro de 2005.

## Crítica
Em 28 de setembro de 2014, foi publicado na Folha de S.Paulo o resultado da avaliação feita pela equipe da Folha ao visitar os sessenta maiores teatros da cidade de São Paulo. O local foi premiado com três estrelas, uma nota "regular", com o consenso: "Além de vislumbrar a arquitetura neoclássica do prédio, dá para fazer compras na lojinha anexa e curtir uma pausa no Cafezal Cafés. No teatro, o conforto das poltronas e o espaçamento entre os assentos é regular, e a visibilidade a partir do mezanino é ruim."